# Dennis Hastert
John Dennis Hastert (Aurora, 2 gennaio 1942) è un ex politico e criminale statunitense, membro della Camera dei rappresentanti per lo Stato dell'Illinois dal 1987 al 2007 e Speaker della Camera dal 1999 al 2007.
La sua longevità come presidente della Camera è la più lunga per un repubblicano, davanti a Joseph Gurney Cannon. L'11 settembre 2001, viene portato in salvo dai Servizi segreti a causa del suo 2º posto nella linea di successione alla presidenza degli Stati Uniti.

## Biografia
Nato ad Aurora in una famiglia di ristoratori. Dennis Hastert è il figlio del proprietario di ristorante Jack Hastert e Naomi nata Nussle. Ha studiato per la prima volta al Wheaton College, dove ha conseguito la laurea nel 1964. Nel 1967 si è laureato alla Northern Illinois University con un Master of Science in pedagogia. Dal 1964 al 1980 ha insegnato politica ("governo") e storia in un liceo di Yorkville. Ha allenato i lottatori lì insieme alla squadra di football e li ha portati nell'Illinois State Championship del 1976, dopo di che è stato votato come allenatore dell'anno dell'Illinois.
Nel 1973 ha sposato la sua collega insegnante Jean Hastert, nata Kahl; insieme hanno due figli. Suo figlio Ethan ha corso per l'ex seggio al Congresso dove corse anche suo padre nel 2009, ma ha perso alle primarie repubblicane.

## Carriera politica
Entrato in politica con il Partito Repubblicano, nel 1980 venne eletto all'interno della legislatura statale dell'Illinois, dove rimase per tre mandati. Nel 1986 il deputato John E. Grotberg fu costretto a lasciare la Camera dei rappresentanti per problemi di salute e Hastert venne scelto dal partito come candidato per le elezioni al suo posto. Hastert riuscì a raccogliere la maggioranza delle preferenze degli elettori e divenne deputato.

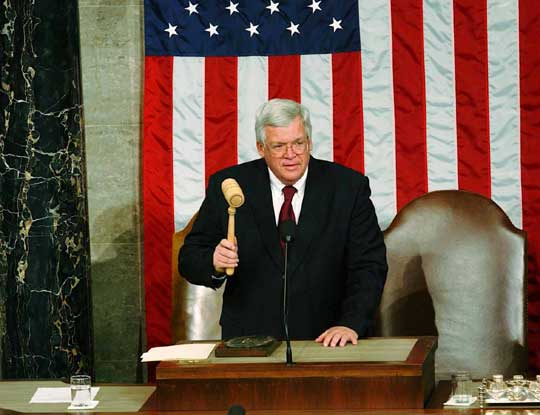
Dennis Hastert, speaker della Camera dei rappresentanti (2003).

Dodici anni dopo, lo Speaker della Camera Newt Gingrich lasciò il Congresso e quindi il partito dovette scegliere un sostituto; la scelta inizialmente ricadde sul deputato della Louisiana Bob Livingston, ma questi fu coinvolto in uno scandalo dovuto ad una relazione extraconiugale e così lasciò anche lui la Camera. Le preferenze dei repubblicani conversero quindi su Hastert, che venne eletto con voto unanime.
Hastert rimase in carica come presidente per otto anni, finché nel 2006 i repubblicani persero la maggioranza e lui dovette quindi cedere il seggio alla democratica Nancy Pelosi. Hastert rifiutò di candidarsi alla carica di leader di minoranza e restò quindi un semplice deputato, arrivando anche a dimettersi dalla Camera prima della fine del suo mandato.

## Procedimenti giudiziari

### Elusione e false dichiarazioni
Il 28 maggio 2015, Hastert è stato incriminato per l'accusa federale di predisposizione di prelievi bancari in modo tale da eludere gli obblighi di segnalazione bancaria e per aver fornito false dichiarazioni agli investigatori federali. Secondo i pubblici ministeri federali il denaro venne usato per pagare un ricatto a un individuo non identificato.

### Violenza sessuale e molestie
Successivamente sono emerse accuse contro di lui per aver abusato sessualmente di tre studenti maschi (compreso il suddetto individuo senza nome). Nell'ottobre 2015, Hastert ha stipulato un accordo di patteggiamento con il pubblico ministero.
Nell'aprile 2016 è stato accusato di violenza sessuale per aver molestato almeno quattro ragazzi di 14 anni, mentre lavorava come allenatore al liceo anni prima. Durante l'udienza di condanna Hastert ha ammesso di aver commesso abusi sessuali su ragazzi che ha allenato. Il giudice del caso si è riferito a lui come "molestatore seriale di bambini" e ha imposto una condanna a 15 mesi di prigione, due anni di libertà vigilata e una multa di 250.000 dollari. È entrato nel carcere del Federal Medical Center di Rochester, Minnesota nel 2016 ed è stato rilasciato l'anno successivo, dopo 13 mesi di prigione.